# 中国人民武装警察部队研究院
中国人民武装警察部队研究院，位于北京市，是中国人民武装警察部队科研机构。

## 简介
2017年12月31日，中国人民武装警察部队研究院组建，位于北京市朝阳区奥林匹克森林公园东侧，“是理技合一的军事科学研究机构，是武警部队党委首长决策的咨询智库、理论研究的主要阵地、科技创新的孵化中心、法规制度的完善平台、专业人才的储备基地。”中国人民武装警察部队研究院设有战略规划、系统、法制、装备、工程等领域的研究部门。

## 历任领导
| 院长 | 政治委员 |